# C418
C418（シー・フォー・エイティーン）は、ドイツ出身のミュージシャン、プロデューサー、サウンドエンジニア。本名はダニエル・ローゼンフェルド（英: Daniel Rosenfeld、1989年5月9日 - ）。ゲーム『Minecraft』の作曲家、サウンドデザイナーとして知られる。
その他、Netflixのドラマ『ストレンジャー・シングス 未知の世界』の特番『Beyond Stranger Things』のテーマ曲作曲とプロデュース、ブラウザゲーム『クッキークリッカー』Steam・Nintendo Switch版への楽曲提供、アメリカのバンド「アナマナグチ」のツアーへのDJとしての参加といった活動も行っている。

## 経歴

### 生い立ち
1989年、東ドイツでドイツ系でソ連生まれの金細工職人の父とドイツ人の母との間に生まれる。2000年代初頭、当時の初歩的な作曲ツールであったSchism Tracker（Impulse Trackerの無料版）の初期バージョンやAbleton Liveで曲作りを学ぶ。兄がC818という名で活動しており、そこからC418という名を選んだが、本人はこの名は「本当に暗号みたいだけど実際には特に何も意味はない」と語っている。

### 活動初期（2002年-2009年）
兄に音楽プロダクションを紹介されたダニエルは、同世代のゲーム作曲家ダニー・バラナウスキーの提案もあって音楽のダウンロード販売プラットフォームBandcampで楽曲のリリースをはじめた。
2007年に「Blödsinn am Mittwoch（英語: "Silliness on Wednesday"）」というブログを開設し、新曲を毎週水曜日にブログに上げた。同じころゲーム開発とゲーム音楽にも興味をもち始め、インディーゲーム開発フォーラムTIGSourceに参加し、数々の小規模ゲームやゲーム開発者らと関わるようになった（このときインディーゲーム『Zombie Dog in Crazyland』と『Mubbly Tower』の非公式サウンドトラックを自身のサイトと旧ブログに上げている）。その後アルバムの制作をはじめ、趣味の一環としてブログとBandcampでアルバムをリリースした。
最初にリリースした作品は2007年のEP盤『bps』で、直後の2008年に自分へのチャレンジとして、可能な限り短期間で、遊び半分で質よりも量を重視して制作したアルバム『The Whatever Directors Cut』をブログとBandcampでリリースしたが、本人があまり好きではないアルバムだったため2013年に削除された。
同じく2008年に過去ブログに投稿した楽曲のリミックスを含む25分のメドレー『Mixes』とEP『sine』、組み立て工場で働いているときの気持ちを表現した2作目のスタジオアルバム『Zweitonegoismus』をリリースした。ローゼンフェルドはリリース前にこのアルバムを職場の同僚に聴かせたところ「お前、なんでこんな工場で働いてるんだ？」と言われたという。

### Minecraft、フリー作曲家（2009年-2013年）
2009年はじめ、ローゼンフェルドはインターネットフォーラムTIGSource上でゲーム『Minecraft』のクリエイターである"Notch"ことマルクス・ペルソンと知り合い、ペルソンが当時開発中であったゲーム『Minecraft』の効果音とBGMを担当することとなった。この頃まだjavaのサウンドエンジンは発展途上で制約も多かったため、ローゼンフェルドは効果音や楽曲の作り方を工夫しなければならなかった。
2010年1月に4作目のスタジオアルバムで友人Sohnemannとのコラボ作品である『A Cobblers Tee Thug』をリリース。これは2人が新年休みを一緒に過ごした際に、面白半分でその数日間でフルレングスのLPを一緒に作ろうと挑戦してできたアルバムである。
2010年3月にリリースしたアルバム『circle』は、もともと2008年に制作されたもので、当時無名のクリエイターがつくった同名・未公開ゲームのサウンドトラックとして制作したものである。
2010年8月に『Life Changing Moments Seem Minor in Pictures』をリリース。同作はローゼンフェルドがまだドイツに住んでいたときに制作されたアルバムで、リリース時ローゼンフェルドのところに仕事を辞めた後軍隊で働くようにとの要請がきていたため、その代わりに別の仕事をしていたときであった。このアルバムに収録されているオリジナルサウンドトラック『Ezo』は、ローゼンフェルドがLudum Dare用に作ったゲームのサウンドトラックである。
2011年にはBandcampで「little things」、「I forgot something, didn't I.」（『72 Minutes of Fame』のB面曲）、「Seven Years of Server Data」など様々なプロジェクトの楽曲を無料で公開した。
このころまだMinecraftにはフリーランスのアーティストとして参加し、Minecraftの制作会社Mojang Studiosのスタッフではなかったローゼンフェルドは、Minecraftの作曲したすべての楽曲の著作権を有しており、Minecraftのサウンドトラックから2枚のアルバムをリリースした。1作目の『Minecraft – Volume Alpha』は、2011年3月4日にローゼンフェルドのBandcampページでデジタルリリースされている。
この年2011年の暮れ、Minecraftは一般向けに正式リリースされるやいなや、あっという間に世界中で人気ゲームとなった。
このときまだ組立工場の作業員であったローゼンフェルドは、以降音楽活動で生計を立てられてるようになった。この2011年の出来事にインスピレーションを得て制作されたのがスタジオアルバム『72 Minutes of Fame』で、各曲はローゼンフェルドの人生を変えたその決定的瞬間を中心に展開されている。このアルバムはローゼンフェルドにとって初めてフィジカル（CD実物が）リリースされたアルバムともなり、英ガーディアン氏はそのミニマルかつアンビエントな曲調をブライアン・イーノやエリック・サティになぞらえた。
およそ半年後、Minecraftの開発現場を取材したドキュメンタリー番組『Minecraft: The Story of Mojang』の制作がはじまり、ローゼンフェルドは番組用のサウンドトラック制作を依頼された。この楽曲は2012年のアルバム『One』に収録されている。

### Minecraft - Volume Beta、0x10c（2013年-2016年）
2013年11月9日、ローゼンフェルドは2作目のマインクラフト公式サウンドトラック『Minecraft - Volume Beta』をリリースした。アルバムにはリリース時まだゲームで公開されていなかったネザーやジ・エンドの曲など多数の新曲が収録されていた。このサウンドトラックは2020年にゴーストリー・インターナショナルからフィジカルリリースされ、Minecraft - Volume Alphaのリプリント版も同じくフィジカルリリースされた。Volume BetaはCD2枚組で、レコードは黒と赤の炎の柄で、限定版レコードは半透明のマゼンタカラーのジャケットで、当初はヨーロッパ限定であったが後に世界各国で販売された。
マインクラフトの成功のあと、ローゼンフェルドはペルソンの新作ゲーム0x10cでも共同作業を行った。だがゲームは2013年8月にペルソンが開発を無期限停止したためリリースされることはなくなった。2014年ローゼンフェルドは0x10cのために作曲した楽曲を含むEPをリリースした。デジタル版のみの販売であったが販促はほとんど行われず、ローゼンフェルドはTwitter（現X）で入手可能となった旨をツィートしたのみであった。
2015年のアルバム『148』はリリックやエフェクトで隠されてはいるが『72 Minutes of Fame』と同様に個人的な内容が大半を占める内容となっている。
この年の終わりごろ、ゴーストリー・インターナショナルからMinecraft - Volume Alphaのフィジカル版がリリースされた。販売されたのは通常のCD、アルバムのデジタルダウンロードコードがついたレコード、半透明の緑色のジャケットの限定版レコードである。
同年ローゼンフェルドは「まだマインクラフトの仕事をしてるんで、他にもアルバムがでるかも」とマインクラフトの3作目のサウンドトラックをリリースする可能性をほのめかすツィートをしている。2017年、ローゼンフェルドは3作目について、将来的なリリースはあるとしたもののアルバムは「完成には程遠い」と述べている。

### Dief、未発表の3作目のMinecraftのアルバム、Excursions（2016年-2021年）
2011年、Reddit AmAで、ダニエル・ローゼンフェルドはMinecraftの3作目のサウンドトラックアルバム『Volume Final』をMinecraft – Volume Betaのリリース後に制作する計画を語った。2015年のFact Magazineのインタビューで、3作目アルバム制作中であり「前作よりアンビエントな内容になる」と語った。また、前作の楽曲が「睡眠補助」として聴かれていることにも言及し、「次のアルバムにはボーナス・トラックとして完全なアンビエンスを15分入れてみるかもしれない」と述べた。同年12月には「アンビエントトラック制作もまだ検討中」とツイートした。
ローゼンフェルドは2016年、Bandcamp限定のコンピレーションアルバム『2 Years of Failure』をリリースした。このアルバムには「日本のパズル交換」的な雰囲気の未発表ゲーム用に作られた曲や、Crayon Physicsのオリジナルサウンドトラックが含まれる。特に有名なのは『ストレンジャー・シングス 未知の世界』テーマ曲のC418リミックスであり、2018年には彼のSoundCloudページで最も再生された曲となったが、その後SoundCloud Proサブスクリプション失効により削除された。Netflixは彼のバージョンを『Beyond Stranger Things』のテーマ曲に採用した。
彼は2017年に『Dief』をリリースした。このアルバムの楽曲は、2017年のGame Developers ConferenceでTeddy Diefが行った情報提供トークのサウンドトラックとして制作・使用された。ミュージシャンは2017年のツイートで3作目のMinecraftアルバムの存在を認めており、その時点では「まだ全然完成していない」と述べていた。また、ローゼンフェルドは、このアルバムが前二作を合わせた時間（3時間18分以上）よりも長くなると明言している。さらに、ローゼンフェルドは3作目のアルバムが「Minecraft – Volume Gamma」とはならず、これまで使われてきたギリシア文字命名規則から逸脱することもTwitter上で繰り返し述べている。3作目の制作について、ローゼンフェルドは「3作目のMinecraftアルバムを作り始めたとき、これほどまでに手間がかかるとは思わなかった。トンネルの出口が見えつつある？」と述べている。
2018年7月16日、C418の新曲3曲が「Update Aquatic（アクアティック・アップデート）」でMinecraftに追加された。2013年のMinecraft - Volume Beta以来となる新たなMinecraftの楽曲であり、3曲は8月から順次デジタル配信された（『Dragon Fish』が8月9日、『Shuniji』が11月10日、『Axolotl』が12月12日）。Mojangから「ドンキーコングのようなスロービート」を求められ、最初に作った曲の後、さらに「ドンキーコング風」を求められたため、テンポを落としハイハットを加えたところMojangが満足したという:39:17。2018年7月20日、ローゼンフェルドはExcursionsのアルバムを発表し、リードシングル『Beton』を公開した。2曲目のシングル『Thunderbird』は8月20日にリリースされた。アルバムは2018年9月7日にリリースされた。Excursionsは2019年1月にDriftless RecordingsからCDと限定ヴァイナルLPでリリースされ、2021年には再販された。
2020年、スティーブのゲーム参戦が発表されたが、大乱闘スマッシュブラザーズ SPECIALには彼の作曲は様々な理由で採用されなかった。一つの説明は「ファイティングには落ち着きすぎているから」だった。代わりに他の作曲家が制作したMinecraft Legacy Console EditionやMinecraft Dungeons、Minecraft Earthの曲が使われた。2021年5月、ローゼンフェルドはBranching Outをリリースした。このEPにはDayton Millsのビデオ会議ソフト『Branch』のサウンドトラックが収録されている。2021年1月8日、Anthony FantanoとのインタビューでMinecraftの3作目サウンドトラックの進捗を問われ「完成したとは思っているが、Minecraftは大きなプロパティになったので物事が複雑になっている。どうなるかわからない」と語った:31:40。同年、自身のDiscordサーバーで次のように述べている：
"I still want to do stuff for Minecraft, but I’ve never managed to get to an agreement with the big guys. I have a lot of music but only time will tell how we will get it out. It will involve at least 20 lawyers".

### クッキークリッカー（2021年-2024年）
2021年6月16日、ローゼンフェルドは11年前のアルバム『Life Changing Moments Seem Minor in Pictures』をリマスターして主要ストリーミングプラットフォームで配信するとTwitterで発表した。元々このアルバムはBandcamp限定だった。2021年7月、ローゼンフェルドはDavey Wreden、Karla Zimonja、アンナプルナ・インタラクティブとともにゲームスタジオのIvy Roadを設立した。スタジオは当時タイトル未定の新作ゲームを開発中であり、ローゼンフェルドが音楽を担当した。Ivy Road設立発表後、ローゼンフェルドは2021年8月、2013年のゲーム『クッキークリッカー』のSteam版用サウンドトラックを制作したことを発表した。2021年9月、ローゼンフェルドはそのサウンドトラックをリリースした。
2022年3月13日に、ローゼンフェルドはアナマナグチと共に『Scott Pilgrim vs. The World: The Game Soundtrack』ツアーでDJセットを披露した。2022年8月に、Northway Gamesが『I Was a Teenage Exocolonist』をリリースした。ローゼンフェルドおよび他の音楽アーティストたちは、このゲームのサウンドトラック作曲に協力した。彼の担当曲は「Quiet」である。

### Wanderstop（2024年-）
2024年6月、AnnapurnaとIvy Roadはティー作りシミュレーターゲーム『Wanderstop』を発表した。2025年3月11日にリリースされた。2024年12月11日、ローゼンフェルドはゲームのタイトル曲『Wanderstop』をリリースした。2曲目のEndless Velocityは2025年2月19日に、3曲目のPumpkinはゲームリリース1週間前の2025年3月4日に公開された。
2025年3月11日、ローゼンフェルドはWanderstopのサウンドトラックを公開した。彼は「音に関する全て」に関与したと述べ、アルバム制作でバーンアウトを経験したことをインタビューで告白し「筆を置くことが本当に本当に難しく、特にADHDを持つ自分にとっては立ち止まって休むことが極めて困難である」と語った。自身が無理をしてしまうことが、過労をテーマにしたゲームのストーリーと皮肉にも重なったと述べている。
2025年、アメリカ議会図書館はローゼンフェルドのMinecraft – Volume Alphaを全米録音資料登録簿に追加し「文化的、歴史的、または美的に重要である」と評価した。

## ディスコグラフィ
- Life Changing Moments Seem Minor in Pictures（2010年）
- Minecraft – Volume Alpha（2011年）
- 72 Minutes of Fame（2011年）
- One（2012年）
- Minecraft – Volume Beta（2013年）
- 148（2015年）
- Dief（2017年）
- Excursions（2018年）
- Wanderstop（2025年）
- Wanderstop FM（2025年）

## フィルモグラフィ
| 年   | タイトル                       | 監督             | 種別                                                                                              |
| ---- | ------------------------------ | ---------------- | ------------------------------------------------------------------------------------------------- |
| 2012 | Minecraft: The Story of Mojang | Paul Owens       | ドキュメンタリー番組                                                                              |
| 2017 | Beyond Stranger Things         | Michael Dempsey  | 特別番組                                                                                          |
| 2025 | マインクラフト/ザ・ムービー    | ジャレッド・ヘス | オリジナルのMinecraftの音楽を取り入れている。フィルムスコアはマーク・マザースボーによるものである |